# 1546 Іжак
1546 Іжак (1546 Izsák) — астероїд головного поясу, відкритий 28 вересня 1941 року.
Тіссеранів параметр щодо Юпітера — 3,128.